# Distrito de Huaytará
El distrito de Huaytará es uno de los dieciséis que conforman la provincia de Huaytará, ubicada en el departamento de Huancavelica, en la zona de los Andes centrales del Perú.
Desde el punto de vista jerárquico de la Iglesia católica, forma parte de la diócesis de Huancavelica.

## Toponimia
El origen del nombre proviene de *wayta-ra-y, el cual es un híbrido quechua-aimara que significa 'lugar de muchas flores'.

## Historia
Fue creado en la época de la independencia; la ley regional No 228 de 16 de agosto de 1920, elevó a la categoría de ciudad el pueblo de su nombre, el título de villa.
Perteneció a la provincia de Castrovirreyna hasta la creación de la provincia de Huaytará, a la cual quedó incorporada mediante Ley del 26 de noviembre de 1984, en el segundo gobierno del Presidente Fernando Belaúnde Terry.

## Geografía
Abarca una superficie de 401,25 km².

## Autoridades

### Municipales
- 2011 - 2014[3][4]
  - Alcalde: Miguel Ángel Nacari Conislla, del Movimiento Independiente Trabajando para Todos
  - Regidores: Nazario Ynosencio Torres Mantari (Trabajando para Todos), Juana Clemencia Guzmán Huaylla (Trabajando para Todos), Hernán Gustavo Espino Huamani (Trabajando para Todos), Mirian Yuliana López Palomino (Trabajando para Todos), Elmer Ramos Román (Acción Popular).[5]

### Policiales
- Comisario:  Mayor PNP.

### Religiosas
- Diócesis de Huancavelica[6]
  - Obispo de Huancavelica: Monseñor Isidro Barrio Barrio.[7]

## Festividades
- Junio: San Juan
- Julio:
  - Virgen del Carmen
  - Santiago apóstol